# Game Science
Game Science (游戏科学) — китайский разработчик и издатель видеоигр, известный ААА-проектом Black Myth: Wukong. Штаб-квартира находится в Шэньчжэне с дополнительным офисом в Ханчжоу.

## История
Компания Game Science была основана 2014 году семью бывшими сотрудниками Tencent Games в Шэньчжэне. Ранее они работали над free-to-play MMORPG под названием Asura Online, которое базировалось на «Легенде об Укуне», адаптации знаменитого китайского эпоса «Путешествие на Запад» в формате онлайн-романа.
Первоначало компания Game Science специализировалась на мобильных играх, в частности 100 Heroes и Art of War: Red Tides. Решение поработать над крупной AAA-игрой пришло с пониманием, что в Steam базируется больше китайских пользователей, нежели американских. К тому времени команда Game Science насчитывала всего 13 сотрудников. Тогда же разработчики решили переехать из Шэньчжэня в Ханчжоу из-за более «медленного темпа [города] и более низкой стоимости жизни».
В августе 2020 года Game Science выпустили дебютный трейлер Black Myth: Wukong, в первую очередь чтобы привлечь новых специалистов. В то время над игрой работало около 30 человек. Из-за вирусной популярности ролика, Game Science получили более 10 000 резюме. Некоторые из соискателей работали в крупных игровых компаниях за пределами Китая и были готовы подать заявку на рабочую визу за свой счет. Через день после выхода трейлера в офис Game Science начали приходить соискатели вакансий. В итоге, команда разработчиков увеличилась до 140 сотрудников.
Деньги на разработку были получены от нескольких инвесторов. Среди них числилась китайская компания Hero Entertainment, которая приобрела 19% акций через свою дочернюю компанию Tianjin Hero Financial Holding Technology в 2017 году, однако продала долю в 2022-м, а также Tencent. Последняя в 2021 году купила долю в 5% в Game Science, но студия при этом сохранила полную независимость.
20 ноября 2023 года портал IGN опубликовал статью, в которой рассказывалось возможных сексистских инцидентах в Game Science. Задокументировано, что его соучредители делали комментарии в считавшихся сексистскими китайских социальных сетях. Кроме того, было сказано, что компания придерживалась сексистского поведения, например, в 2015 году опубликовала несколько рекламных плакатов с непристойными изображениями. Другие статьи ранее также освещали эти случаи, но называли их случаями «откровенно сексуального характера». Статью IGN раскритиковало гонконгское СМИ HK01, заявившее, что примеры, приведенные в статье, были неправильно переведены и вырваны из контекста. Схожее мнение высказал геймдизайнер Марк Керн, отметив, что в материал IGN попали некорректно переведенные фразы, а также полностью выдуманные высказывания. Китайский игровой портал GameLook отметил, что работники Game Science, возможно, могли вести себя и непристойно из-за незрелости, однако они не были женоненавистниками или сексистами, подчеркнув, что их комментарии были вырваны из контекста, и вводили людей в заблуждение. Также сообщалось, что Ки Хун Чан, соавтор статьи на IGN, опубликовал в X призывы не играть или «пиратить [Black Myth: Wukong], игру от Game Science», однако вскоре удалил все свои замечания. Game Science неоднократно отказывалась от комментариев по поводу этого инцидента.

## Игры
| Год  | Английское название   | Китайское название | Название на пиньинь      |
| ---- | --------------------- | ------------------ | ------------------------ |
| 2015 | 100 Heroes            | 百將行             | Bǎi Jiāng Xíng           |
| 2016 | Art of War: Red Tides | 战争艺术：赤潮     | Zhànzhēng Yìshù: Chìcháo |
| 2024 | Black Myth: Wukong    | 黑神话：悟空       | Hēishénhuà: Wùkōng       |